# Wilhelm Küchelbecher
Wilhelm Küchelbecher eller Küchelbecker (ryska: Вильгельм Кюхельбекер), född 21 juni 1797 död 23 augusti 1846, var en tysk-rysk romantisk och dekabrist poet.